# Kanawha (rzeka)
Kanawha (ang. Kanawha River) – rzeka w amerykańskim stanie Wirginia Zachodnia, dopływ rzeki Ohio.